# Свида шелковистая
Свида шелковистая, или Свидина шелковистая (лат. Cornus sericea) — листопадный кустарник, вид рода Кизил (Cornus), широко используемый в декоративном озеленении. Название приведено по устаревшему синонимичному именованию лат. Swida sericea, в литературе и интернет-источниках встречается также как Свидина отпрысковая (Thelycrania stolonifera) или Свида отпрысковая (Swida stolonifera). Переводом современного латинского названия является Кизил блестящий, в ботанических авторитетных источниках оно ещё не встречается, но достаточно широко используется в любительской среде.

## Ботаническое описание

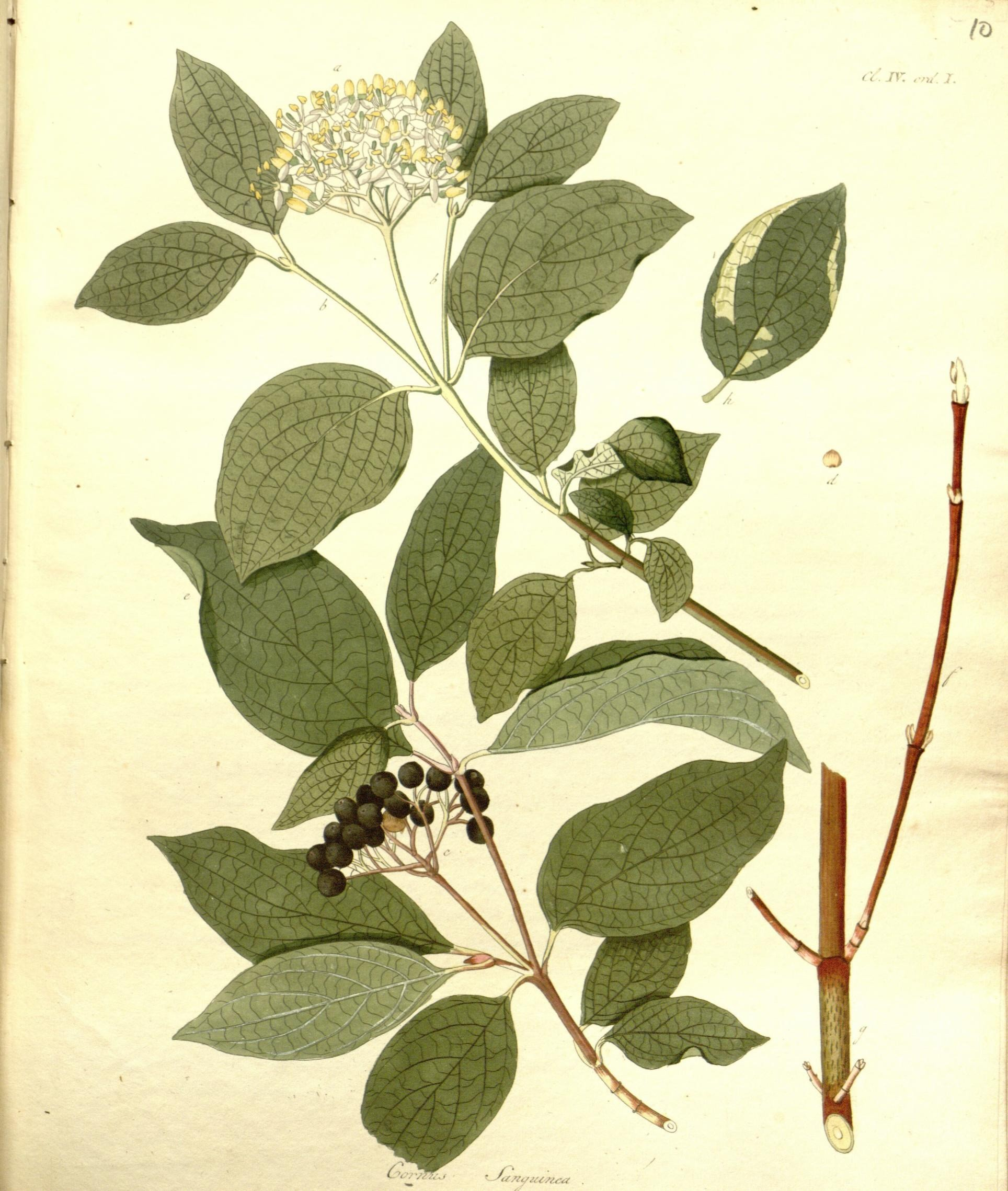

Многолетние листопадные кустарники высотой до 3 метров. Длинные побеги блестящие, ярко-красные, изредка желтые, пригибающиеся к земле и легко укореняющиеся верхушками. Корневая поросль обильная.
Листья некрупные, 8–10 см длиной с 3–5 жилками, эллиптической формы, реже яйцевидные, с заостренными обоими концами. Окраска ярко-зелёная, абаксиальная (задняя) сторона беловатая из-за мелких двураздельных волосков, изредка с примесью простых отстоящих.
Соцветия щитковидные, прижато или мохнато волосистые. Чашечка с выраженными остроконечными зубцами 0,2–0,4 мм длиной.
Плоды округлые, в зрелом состоянии — белые. Косточка почти шаровидная, слегка сжатая с боков, обычно вытянутая по ширине, реже округлая или несколько удлиненная.

## Распространение и экология
Природный ареал охватывает территорию Северной Америки от Ньюфаундленда до южной Калифорнии и Вирджинии. Встречается как заносное и культивируемое практически во всех внетропических странах Северного Полушария. Вид включен в ботанический атлас растений Ленинградской области.
Произрастает на влажных участках, в береговых кустарниковых зарослях.
Хромосомное число 2n = 22.

## Хозяйственное значение
Благодаря высокой скорости образования корневой поросли может использоваться в мелиоративных целях для закрепления склонов.
Вид широко используется в качестве декоративного во внетропических странах Северного полушария, в садах и парках европейской части России, в Западной Сибири. Нередко дичает.

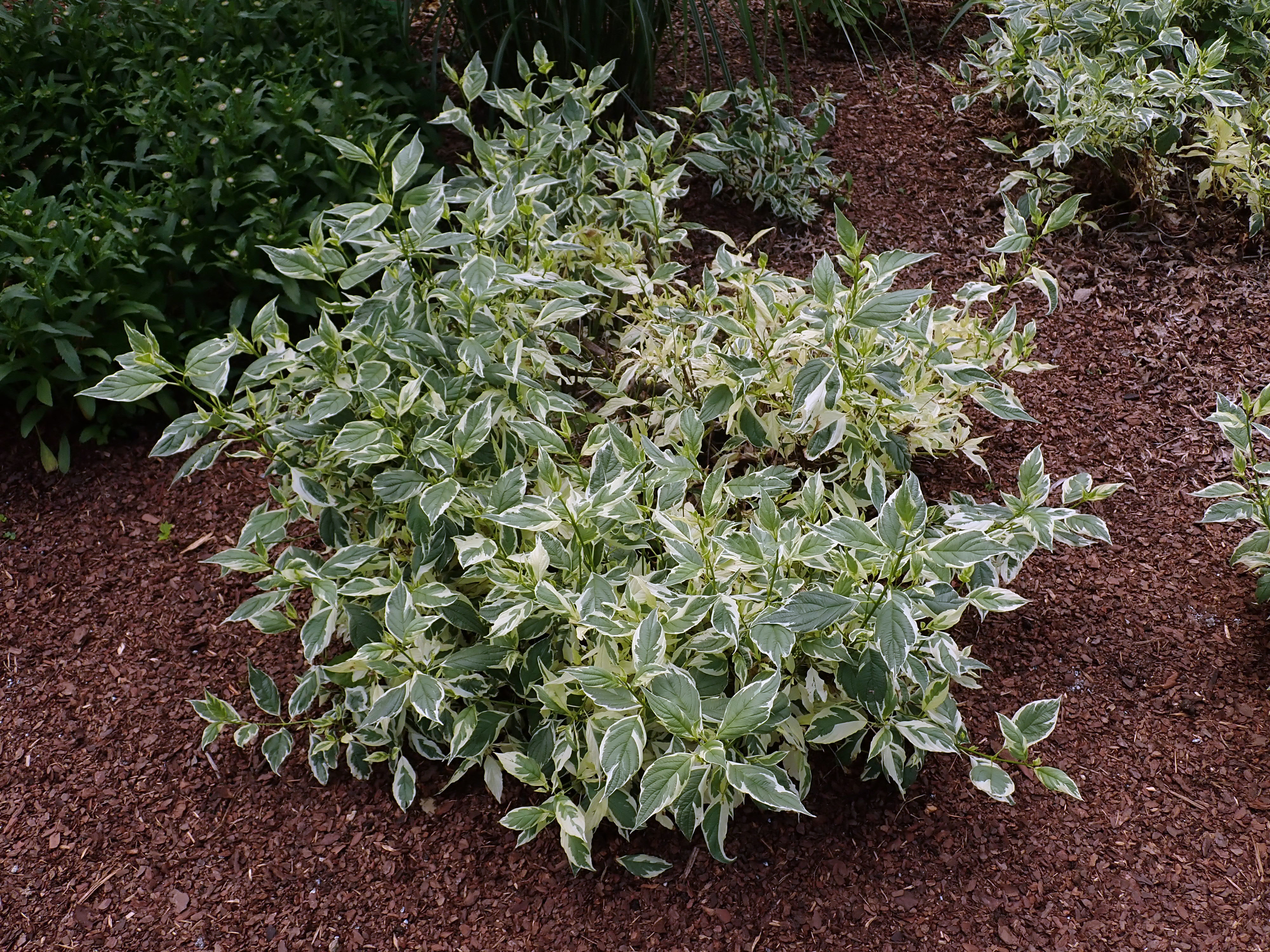
Cornus sericea 'Silver and Gold'

Существует несколько культиваров, различающихся окраской и формой листьев, например:
- Cornus sericea 'Flaviramea' — культивар с зеленовато-жёлтой корой побегов и красными или оранжевыми листьями осенью.
- Cornus sericea 'Isanti' — кора побегов ярко-красная, листва осенью красная, сорт отличается более компактной округлой формой и большим количеством побегов.
- Cornus sericea 'Baileyi' — быстрорастущий культивар с красными побегами и красной, оранжевой, пурпурной осенней листвой.
- Cornus sericea 'Cardinal' — растения среднего размера, стебли оранжево-красные с красными кончиками.
- Cornus sericea 'Coral Red' — быстрорастущий сорт с ярко-красными побегами и красными осенними листьями.
- Cornus sericea 'White Gold' — пестролистный крупномерный культивар с листьями, окаймленными неравномерной белой каймой. Окраска побегов — зеленовато-желтая.
- Cornus sericea 'Hedgerows Gold' — пестролистный культивар с жёлтой каймой, которая белеет со временем.
- Cornus sericea 'Kelseyi' — карликовая форма высотой около 60 см. Окраска побегов зеленоватая в нижней части, оранжево-красная в верхней. Осенние листья красно-пурпурные.
- Cornus sericea 'Kelsey’s Gold' ('Rosco') — карликовая форма высотой 30 см. Окраска побегов зеленовато-желтая с краснеющими концами. Листва имеет желтоватый оттенок, также как и цветки.

## Таксономия
Cornus sericea L., 1771, Mant. Pl. 2: 199
Вид Свида шелковистая относится к роду Кизил (Cornus) семейства Кизиловые (Cornaceae) порядка Кизилоцветные (Cornales). Кладограмма в соответствии с Системой APG IV по состоянию на декабрь 2023 года:
|  |                                      |  |                                   |                                   |                     |  | ещё 6 семейств | ещё 6 семейств |                   |  |  |  | еще 58 подтвержденных видов и 31 вид, ожидающих подтверждения |
|  |                                      |  |                                   |                                   |                     |  | ещё 6 семейств | ещё 6 семейств |                   |  |  |  | еще 58 подтвержденных видов и 31 вид, ожидающих подтверждения |
|  |                                      |  |                                   | порядок Кизилоцветные             |                     |  |                |                | род Кизил         |  |  |  |                                                               |
|  |                                      |  |                                   | порядок Кизилоцветные             |                     |  |                |                | род Кизил         |  |  |  |                                                               |
|  | отдел Цветковые, или Покрытосеменные |  |                                   |                                   | семейство Кизиловые |  |                |                | Свида шелковистая |  |  |  |                                                               |
|  | отдел Цветковые, или Покрытосеменные |  |                                   |                                   | семейство Кизиловые |  |                |                |                   |  |  |  |                                                               |
|  |                                      |  | ещё 63 порядка цветковых растений | ещё 63 порядка цветковых растений |                     |  |                | еще 2 рода     | еще 2 рода        |  |  |  |                                                               |
|  |                                      |  |                                   | ещё 63 порядка цветковых растений |                     |  |                |                | еще 2 рода        |  |  |  |                                                               |

### Синонимы
- Cornus alba f. azurea (Lepage) B.Boivin
- Cornus alba f. baileyi (J.M.Coult. & W.H.Evans) Morley
- Cornus alba subsp. baileyi (J.M.Coult. & W.H.Evans) Wangerin
- Cornus alba subsp. stolonifera (Michx.) Wangerin
- Cornus alba var. angustipetala Wolf
- Cornus alba var. baileyi (J.M.Coult. & W.H.Evans) B.Boivin
- Cornus alba var. behnschi Schelle
- Cornus alba var. californica (C.A.Mey.) B.Boivin
- Cornus alba var. coloradensis Koehne
- Cornus alba var. elata Koehne
- Cornus alba var. elongata Koehne
- Cornus alba var. flaviramea Späth ex Koehne
- Cornus alba var. interior (Rydb.) B.Boivin
- Cornus alba var. nitida Koehne
- Cornus alba var. splendens Demcker
- Cornus baileyi J.M.Coult. & W.H.Evans
- Cornus californica C.A.Mey.
- Cornus californica var. nevadensis Jeps.
- Cornus candissima Bisch.
- Cornus instolonea A.Nelson
- Cornus interior (Rydb.) N.Petersen
- Cornus nelsonii Rose
- Cornus pubescens Torr.
- Cornus pubescens var. californica (C.A.Mey.) J.M.Coult. & W.H.Evans
- Cornus purshii G.Don
- Cornus sericea f. baileyi (J.M.Coult. & W.H.Evans) Fosberg
- Cornus sericea f. californica (C.A.Mey.) Fosberg
- Cornus sericea f. interior (Rydb.) Fosberg
- Cornus sericea f. stolonifera (Michx.) Fosberg
- Cornus sericea subsp. sericea
- Cornus sericea subsp. stolonifera (Michx.) Fosberg
- Cornus sericea var. baileyi (J.M.Coult. & W.H.Evans) Mohlenbr.
- Cornus sericea var. oblongifolia DC.
- Cornus stolonifera Michx.
- Cornus stolonifera f. angustior Lepage
- Cornus stolonifera f. azurea Lepage
- Cornus stolonifera f. baileyi (J.M.Coult. & W.H.Evans) Rickett
- Cornus stolonifera f. californica (C.A.Mey.) C.L.Hitchc.
- Cornus stolonifera f. dolichocarpa Lepage
- Cornus stolonifera f. flaviramea (Späth ex Koehne) Rickett
- Cornus stolonifera f. interior (Rydb.) Rickett
- Cornus stolonifera f. repens Vict.
- Cornus stolonifera var. angustipetala (Wolf) C.K.Schneid.
- Cornus stolonifera var. baileyi (J.M.Coult. & W.H.Evans) Drescher
- Cornus stolonifera var. behnschii C.K.Schneid.
- Cornus stolonifera var. californica (C.A.Mey.) McMinn
- Cornus stolonifera var. coloradensis (Koehne) C.K.Schneid.
- Cornus stolonifera var. elata (Koehne) C.K.Schneid.
- Cornus stolonifera var. elongata (Koehne) C.K.Schneid.
- Cornus stolonifera var. flaviramea (Späth ex Koehne) Rehder
- Cornus stolonifera var. interior (Rydb.) H.St.John
- Cornus stolonifera var. nitida (Koehne) C.K.Schneid.
- Cornus stolonifera var. riparia (Rydb.) Visher
- Cornus stolonifera var. splendens (Demcker) C.K.Schneid.
- Ossea instolonea (A.Nelson) Nieuwl. & Lunell
- Ossea interior (Rydb.) Lunell
- Swida alba subsp. stolonifera (Michx.) Tzvelev
- Swida alba var. flaviramea (Späth ex Koehne) P.D.Sell
- Swida baileyi (J.M.Coult. & W.H.Evans) Rydb.
- Swida californica (C.A.Mey.) Abrams
- Swida instolonea (A.Nelson) Rydb.
- Swida interior Rydb.
- Swida sericea (L.) Holub
- Swida stolonifera (Michx.) Rydb.
- Swida stolonifera var. riparia Rydb.
- Thelycrania baileyi (J.M.Coult. & W.H.Evans) Pojark.
- Thelycrania californica (C.A.Mey.) Pojark.
- Thelycrania instolonea (A.Nelson) Pojark.
- Thelycrania interior (Rydb.) Pojark.
- Thelycrania interna Pojark.
- Thelycrania sericea (L.) Dandy
- Thelycrania stolonifera (Michx.) Pojark.